# Шипохвіст індійський
Шипохвіст індійський (Uromastyx hardwickii) — представник роду шипохвостів з родини Агамових. Інша назва «шипохвіст Ґардвіка».

## Опис
Загальна довжина сягає 49 см. Самці дещо більше за самиць. Відрізняється від інших видів тим, що щитки на хвості дрібні, ледь зазубрені, вони утворюють 29-36 поперечних рядків, між якими розташовуються по 2-4 низки дрібних горбкуватих лусочки. Голова коротка, тупа. Тулуб стрункий й довгий. Хвіст досить короткий та широкий. У хвості накопичуються запаси жиру. Колір шкіри на спині жовтувато-бурий або піщано-жовтий. Черево білувате, на горлі темний розпливчастий малюнок на світлому фоні, на передній стороні стегон у місцях торкання кінцівок до тулуба — великі чорні плями.

## Спосіб життя
Полюбляє щебнисті напівпустелі, пустелі з кам'янистим ґрунтом, рідколісся, піщані ділянки. Селиться колоніями з чітким поділом індивідуальних ділянок між особинами. Риє глибокі нори. Активний вдень. Харчується комахами та пагонами, квітами рослин.
Це яйцекладна ящірка. парування починається навесні. Самиця відкладає до 10 яєць.

## Розповсюдження
Мешкає у північно-західній Індії, Пакистані, східному Афганістані.